# Venceslau Fernandes
Venceslau Fernandes (* 22. April 1945 in Perosinho) ist ein ehemaliger portugiesischer Radrennfahrer und nationaler Meister im Radsport.

## Sportliche Laufbahn
Fernandes war im Straßenradsport aktiv. 1976 gewann er die nationale Meisterschaft im Straßenrennen der Amateure. Das südafrikanische Etappenrennen Rapport Toer entschied er ebenfalls 1976 für sich. In Angola gewann er den Gran Premio Nocal von 1967 bis 1969. 1984 siegte er in der Portugal-Rundfahrt, nachdem er zuvor bereits Zweiter, Dritter, Vierter und Sechster in dem Etappenrennen geworden war. Etappensiege holte er jeweils 1972, 1979, 1981, 1983, 1985 und 1989. 1980 gewann er den Grande Prémio Jornal de Notícias, 1987 wurde er Zweiter der Rundfahrt. In diesem Rennen gewann er 1981 und 1989 eine Etappe. 1981 war er im Grande Prémio Internacional de Torres Vedras erfolgreich.